# پانوس کوسماتوس
پانوس کوسماتوس (انگلیسی: Panos Cosmatos؛ زادهٔ ۱۹۷۴ (۵۰–۵۱ سال)) کارگردان فیلم و فیلم‌نامه‌نویس است. وی برای آنسوی رنگین‌کمان سیاه و مندی شناخته شده‌است.

## فیلم‌شناسی
- آنسوی رنگین‌کمان سیاه (۲۰۱۰)
- مندی (۲۰۱۸)